# ポール＝ルイ
ポール＝ルイ （Port-Louis、ブルトン語:Porzh-Loeiz）は、フランス、ブルターニュ地域圏、モルビアン県のコミューン。

## 地理
ポール＝ルイ周辺の歴史は常にほかに例えるもののない自然に調整されてきた。西側をブラヴェ川が、東側をエテル川がまち全体を覆うという、独特の地形にある。ポール＝ルイのある半島は海に向かう砂浜の海岸、港の土が堆積する側に突き出た花崗岩質の突端である。半島の一番高い場所には海から容易に行け、干潮時には干潟となるが満潮時には岩が波に洗われて危険になる。

## 歴史

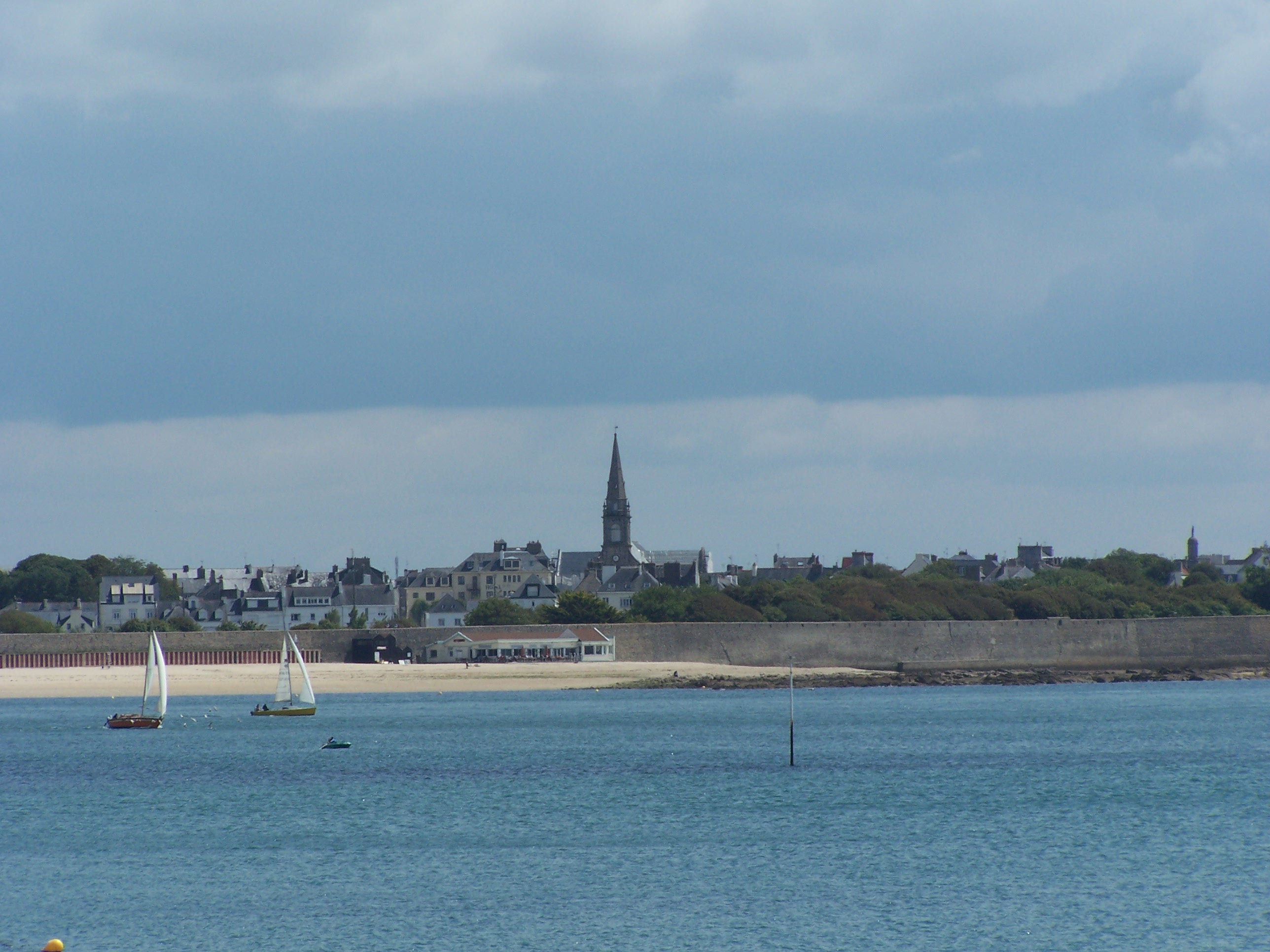
ラルモル＝プラージュから眺めたポール＝ルイ

まちはかつて川の名と同じブラヴェだった。現在の名ポール＝ルイは1618年からのもので、要塞都市をつくろうとしたルイ13世にちなんでいる。
ブルターニュ知事で野心家のメルクール公フィリップ＝エマニュエル自身がスペインと同盟し、まちは1590年から1598年までスペイン軍に占領されていた。テルシオの司令官であったフアン・デ・アギラが占領地ポール＝ルイの防衛にとどまり、実際にはクリストバル・デ・ロハスが呼ばれ砦の工事に着手した。スペイン側はフエンテ・デル・アギラ（Fuerte del Aguila、ワシの砦）と名づけて砦を増強した。要塞は17世紀前半に半ば取り壊され、1642年にようやく工事が終了した。全てが壊されたわけではなく、砦や壁、橋脚や兵舎は残された。ポール＝ルイ要塞は港の防衛の重要な要素となっている。
フランス革命時代には、王家にちなんだ名称が共和国政府に嫌われ、ポール＝ド＝レガリテ（Port-de-l'Egalité）やポール＝リベルテ（Port-Liberté）と改名させられた。
第二次世界大戦中、ポール＝ルイ要塞は刑務所として使われ、レジスタンスの拷問と処刑が行われていた。

## 人口統計
| 1962年 | 1968年 | 1975年 | 1982年 | 1990年 | 1999年 | 2006年 |
| ------ | ------ | ------ | ------ | ------ | ------ | ------ |
| 4140   | 3921   | 3715   | 3327   | 2986   | 2808   | 2980   |

## 出身者
- ザカリー・アレマン（fr、1762年 - 1828年） - フランス第一帝政期の軍人

## 姉妹都市
- バート・ハルツブルク、ドイツ